# Нагорне (Воскресенський район)
Нагорне (рос. Нагорное) — присілок в Воскресенському районі Нижньогородської області Російської Федерації.
Населення становить 20 осіб. Входить до складу муніципального утворення Богородська сільрада.

## Історія
Від 2009 року входить до складу муніципального утворення Богородська сільрада.

## Населення
| 1999 | 2002 | 2010 |
| ---- | ---- | ---- |
| 34   | ↘28  | ↘20  |